# Антоан Симић
Антоан Симић (р. 1972. у Лозници) је српски стрипар, 3-Д уметник и аниматор. Завршио је Вишу педагошку школу (ликовни одсек) у Београду. Излаже и објављује од 1988. у Србији и иностранству.
Цртао је популарне стрипске серијале за породичну и омладинску публику: „Под вучјим жигом“ по сценарију Зорана Стефановића (магазин Стрипманиа, 1996), „Фактор 4“ по сценарију Милана Коњевића (свеске, 2006) и „Лили“ за истоимени магазин по сценаријима Владимира Весовића и Марина Милосављевића (2006-2009)...
За тржиште видео-игара за Xbox и PC ради карактеризацију ликова и 3-Д моделовање, анимацију и концепте. Радио је на видео-играма америчких и европских издавача: „Genesis Rising“ и „Perry Rhodan - The Adventure“. Био је један од аниматора за филм Алексе Гајића Technotise: Едит и ја.
У београдском студију С. О. К. О. по сценаријима Зорана Стефановића ради серијал „Под вучјим жигом“, као и анимације за ТВ-серијале.